# روزانا گولاکیان
روزانا کارپی گولاکیان (ارمنی: Ռոզաննա Կարպի Գուլակյան؛  ) یک بازیگر اهل ارمنستان بود. وی بین سال‌های - تا - میلادی فعالیت می‌کرد.

## زندگی‌نامه
وی خواهر آرمن گولاکیان هنرمند مردمی ارمنستان شوروی بود. وی در تئاتر مخاطبان نوجوان فعالیت می‌کرد. وی همچنین برندهٔ جوایزی همچون هنرمند شایسته ارمنستان شوروی شده است

## یادداشت
1. ↑  Yerevan Youth Theater named after. Mikoyan